# 米斯蒂克河
米斯蒂克河（英語：Mystic River）是美国麻薩諸塞州的一条长约7.0-英里（11.3-）的河流，位于查尔斯河以北，与之大致平行。